# أنجلو تايلور
أنجلو تايلور (بالإنجليزية:Angelo F. Taylor) ، عداء رياضي أمريكي من مواليد 29 ديسمبر 1978، ويعد أعظم لاعب في تاريخ الولايات المتحدة الأمريكية لرياضة الجري .

## حياته
ولد في بلدة ألباني في ولاية جورجيا الأمريكية سنة 1978م، وشارك في الاتحاد الأمريكي لرياضة الجري سنة 1998م حين حل الترتيب الثاني، وحصل على الذهبية للمرة الأولى في أولمبياد سيدني سنة 2000م، وحصل على الذهبية مرتين متتاليين في أولمبياد بكين سنة 2008م .

## وصلات خارجية
- Official website
- أنجلو تايلور على موقع الاتحاد الدولي لألعاب القوى (الإنجليزية)
- أنجلو تايلور على موقع الاتحاد الأمريكي لسباقات المضمار والميدان (الإنجليزية)
- أنجلو تايلور على موقع الدوري الماسي (الإنجليزية)
- أنجلو تايلور على موقع اللجنة الأولمبية الدولية (الإنجليزية)
- أنجلو تايلور على موقع أوليمبيديا (الإنجليزية)
- أنجلو تايلور على موقع اللجنة الأولمبية والبارالمبية الأمريكية (الإنجليزية)
- USA Track and Field Biography